# Obed Ngaite
Obed Bessan Ngaite (* 9. Juli 1967) ist ein ehemaliger zentralafrikanischer Radrennfahrer.
Er nahm an den Olympischen Sommerspielen 1992 in Barcelona teil. Im Straßenrennen gab er vorzeitig auf. Im Mannschaftszeitfahren über 102,8 km fuhr er mit den Teamkollegen  Rufin Molomadan, Vincent Gomgadja und Christ Yarafa mit der Zeit von 2:45:43 h auf Rang 29.